# Chapelle Saint-Jean-Baptiste de Lantiern
La chapelle Saint-Jean-Baptiste est une chapelle située  au lieu-dit « Lantiern », en  Arzal dans le Morbihan.

## Historique
La chapelle abritait un supposé fragment de la Vraie Croix, rapporté des Croisades. Il était renfermé dans un reliquaire en argent en forme de croix. Il était porté en procession dans le village et faisait l’objet de pèlerinage. L’édifice dont subsistent quelques éléments malgré les reconstructions et remaniements ultérieurs est édifié à l’époque romane.
En 1182 il appartient aux Templiers : Lantiern est mentionné  dans la charte du duc de  Bretagne en faveur de l’Ordre du Temple.
En 1312, à la dissolution de l'Ordre lors du concile de Vienne, elle devient la propriété des Hospitaliers.
L’édifice est remanié au XIVe et au XVe siècle.
Au XVIe, la chapelle est annexée à l’hôpital de Malansac appartenant à la commanderie hospitalière de Carentoir : en 1574,  son commandeur perçoit le tiers des oblations et aumônes de la chapelle.
En 1607, le pape Paul V accorde de multiples indulgences à la relique de la Vraie Croix de Lantiern.
L’édifice est fortement remanié au XVIIe siècle.
Pendant la Révolution, la relique de la Vraie Croix et son reliquaire disparaissent.
La chapelle fait l’objet d’un classement au titre des monuments historiques depuis le 16 juin 1964.

## Architecture
L’édifice présente un plan irrégulier en T. La nef est flanquée d’un bas-côté unique au nord. Elle se poursuit par un transept décalé : la chapelle sud est alignée avec le chœur à chevet plat contrairement à la chapelle nord, plus avancée vers la nef, l’angle nord-est étant occupé par la sacristie.
La façade ouest est flanquée de deux contreforts à larmier encadrant le portail en arc brisé à voussures multiples surmonté d’une archivolte. Son pignon est percé d’une fenêtre trilobée caractéristique du XIVe siècle.
Le clocher trapu sommé d’une flèche de charpente se dresse au milieu du côté nord au dessus du bas-côté, contigüe à  la chapelle septentrionale. Un liteau du pignon à l’ouest de la tour porte la date “1629”.
Le chevet plat est épaulé par deux contreforts encadrant une baie en ogive.
À l'intérieur, la nef est dissymétrique : elle est bordée au nord par quatre arcades suivies d’un mur percé de la porte de la sacristie, et au sud d’un mur percé de trois fenêtres modernes en arc légèrement brisé suivies des deux arcades donnant dans la chapelle sud.
Les deux premières arcades au nord communiquant avec le bas-côté sont de plein cintre à simple rouleau. Elle datent de l’époque romane. Leur retombée est marquée par des impostes. Au centre, elles sont portées par  une pile quadrangulaire. Les travées du bas-côté communiquent entre elles et avec la chapelle nord par des arcades de plein cintre. Dans l’angle nord-ouest du bas-côté, on voit le départ de l’escalier de la tribune. Celle-ci se trouve dans la nef au dessus de la porte ouest et semble remonter au XVIIIe siècle.
La chapelle nord ouvre sur la nef par deux arcades brisées à voussures multiples portées au centre par un pilier octogonal portant la date “1612”. Elle est éclairée par une baie flamboyante à remplage.
La base du pilier octogonal portant les deux arcades brisées donnant sur la chapelle sud porte à l’est un chapiteau frappé d’un écu et au sud un bas-relief représentant une femme en habit médiévaux.
Le chœur a été fortement remanié au XVIIe siècle, comme en témoigne le style des deux niches encadrant la maîtresse-vitre.
On compte sept autels dans la chapelle, qui semblent remonter au XIIIe siècle. L’un d'eux est formé d'une dalle soutenue par deux piliers polygonaux.
Les vitraux de la chapelle sont des œuvres de Michel Gigon. À l’extérieur, au chevet de la chapelle, une croix monolithe porte un christ sculpté (XIVe siècle). Un ciboire chrismatoire et une croix de procession de la fin du XVIIe siècle ainsi qu'un calice du XVIIIe siècle sont classés à l'inventaire des monuments historique au titre objets.

## Galerie

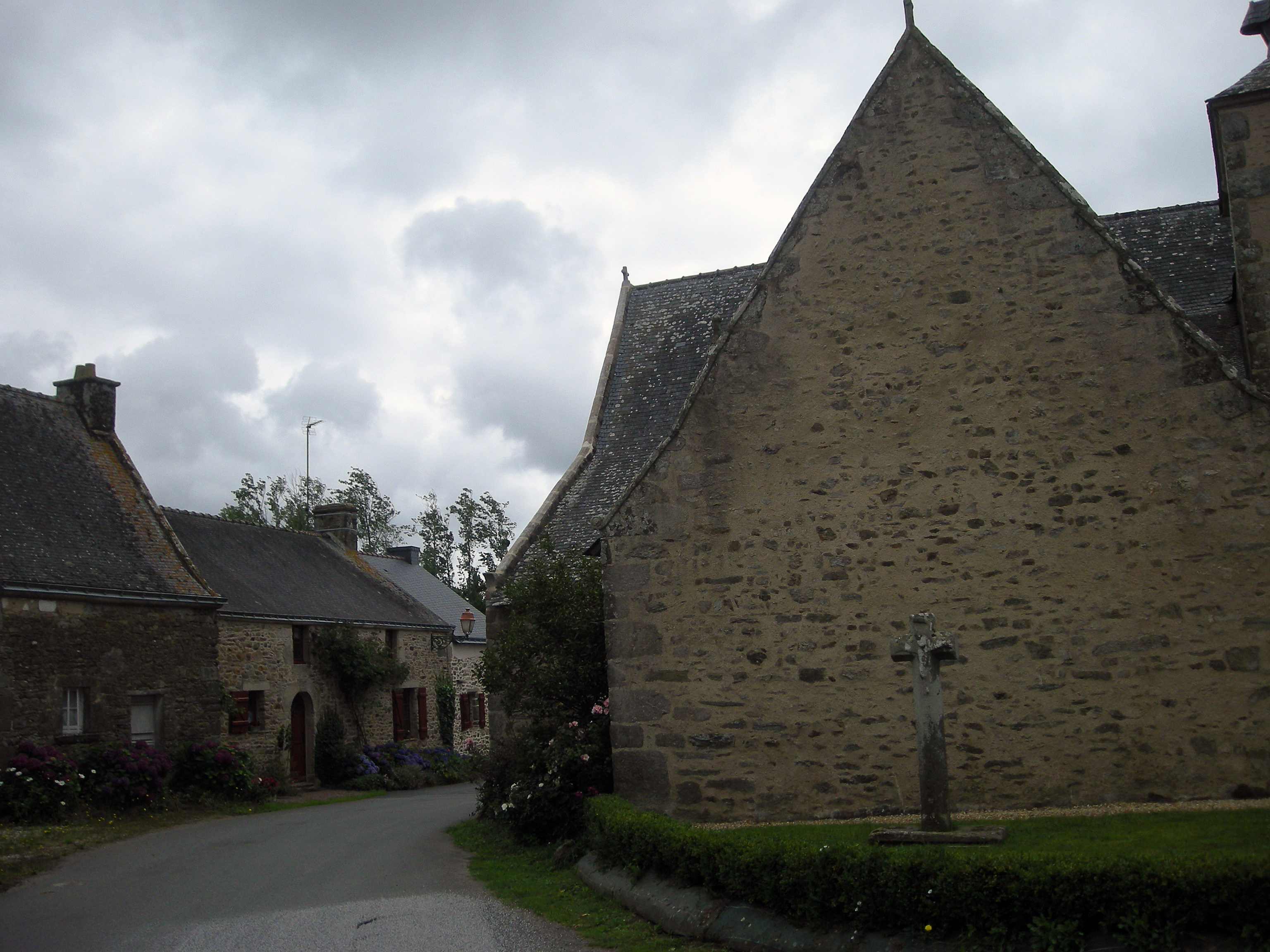
Le transept nord est en retrait du chevet. La croix monolithe porte un christ sculpté (XIVe siècle).

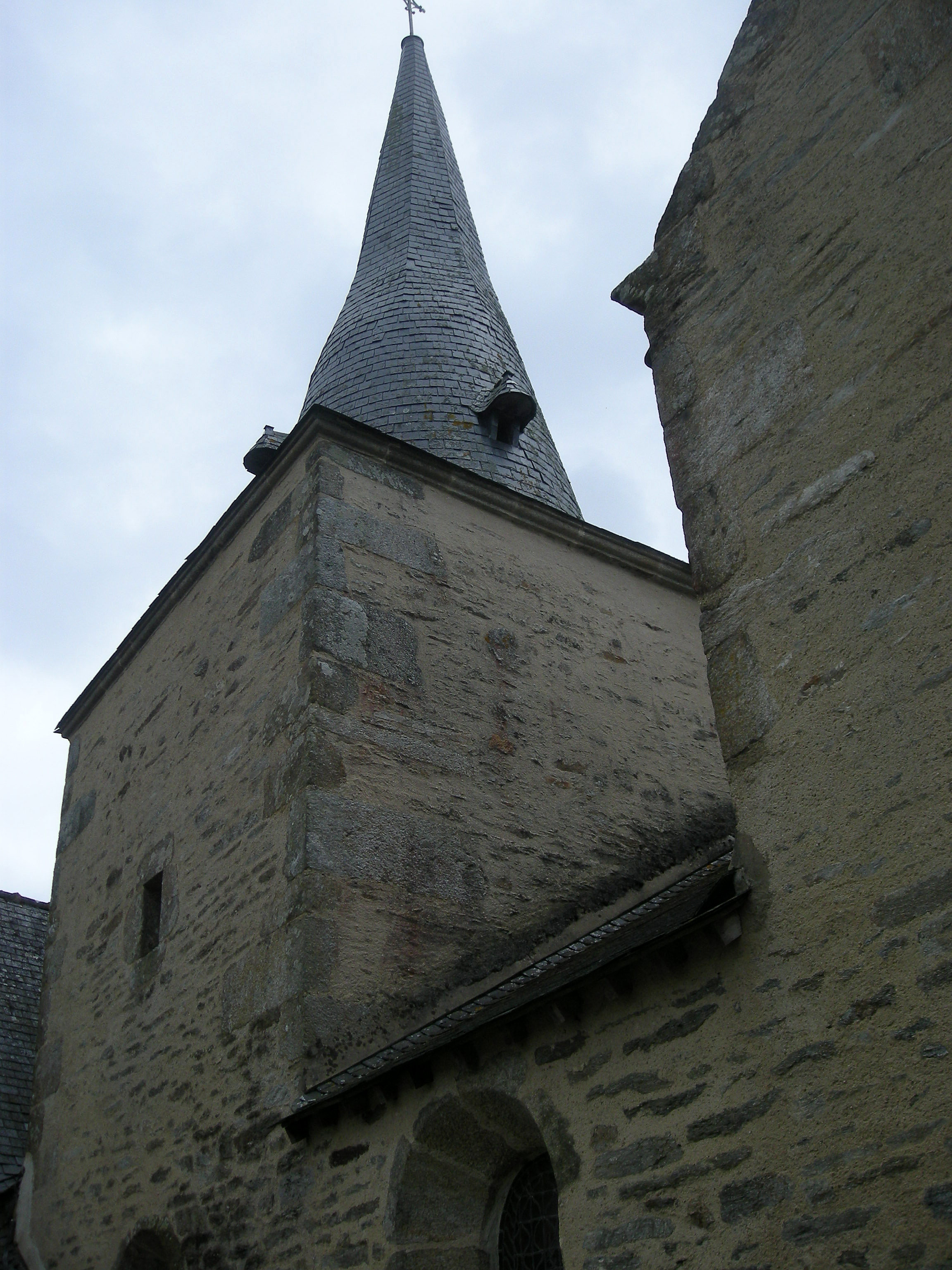
Le clocher conique à la base et se terminant en pyramide.
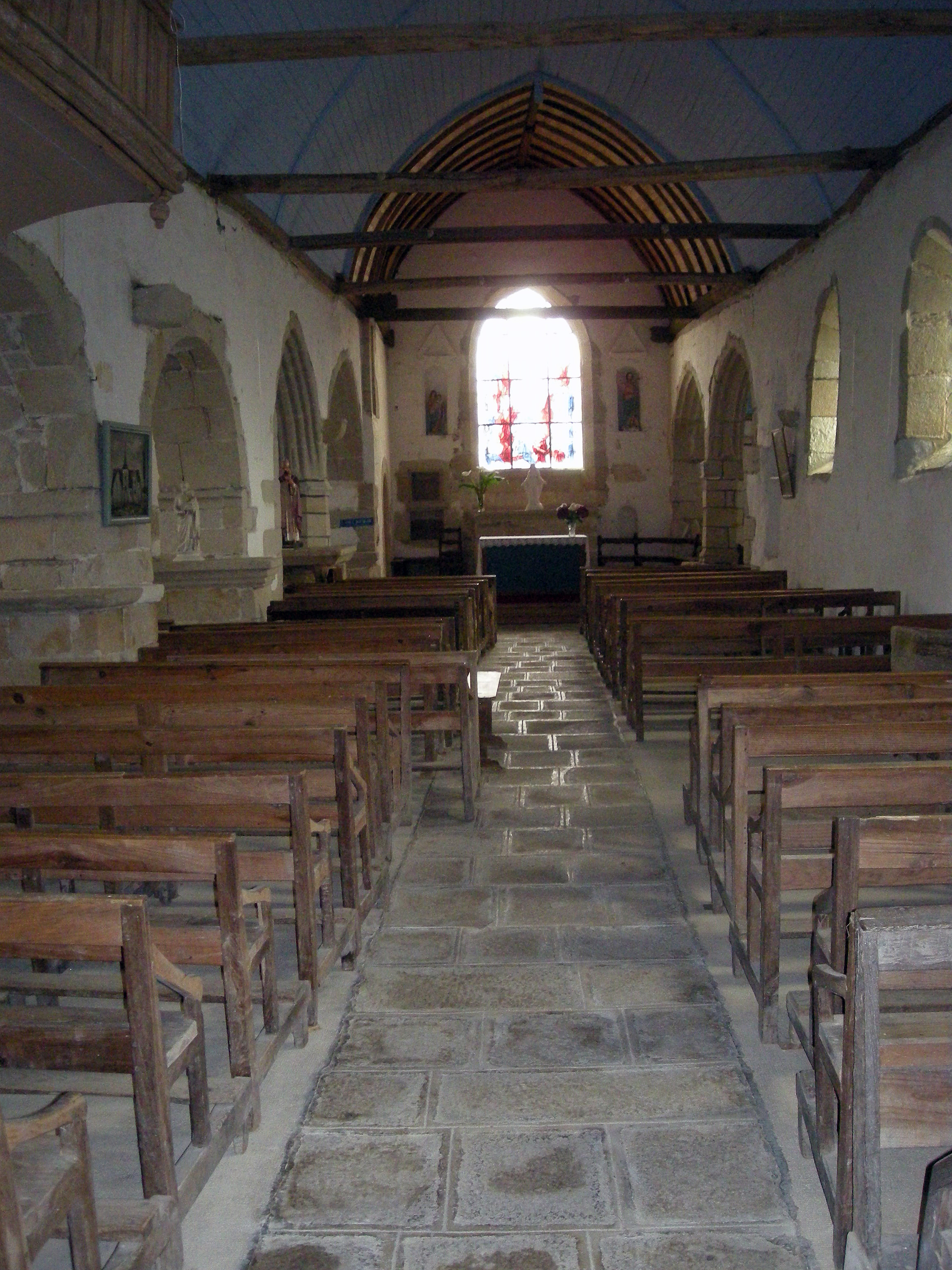
La nef
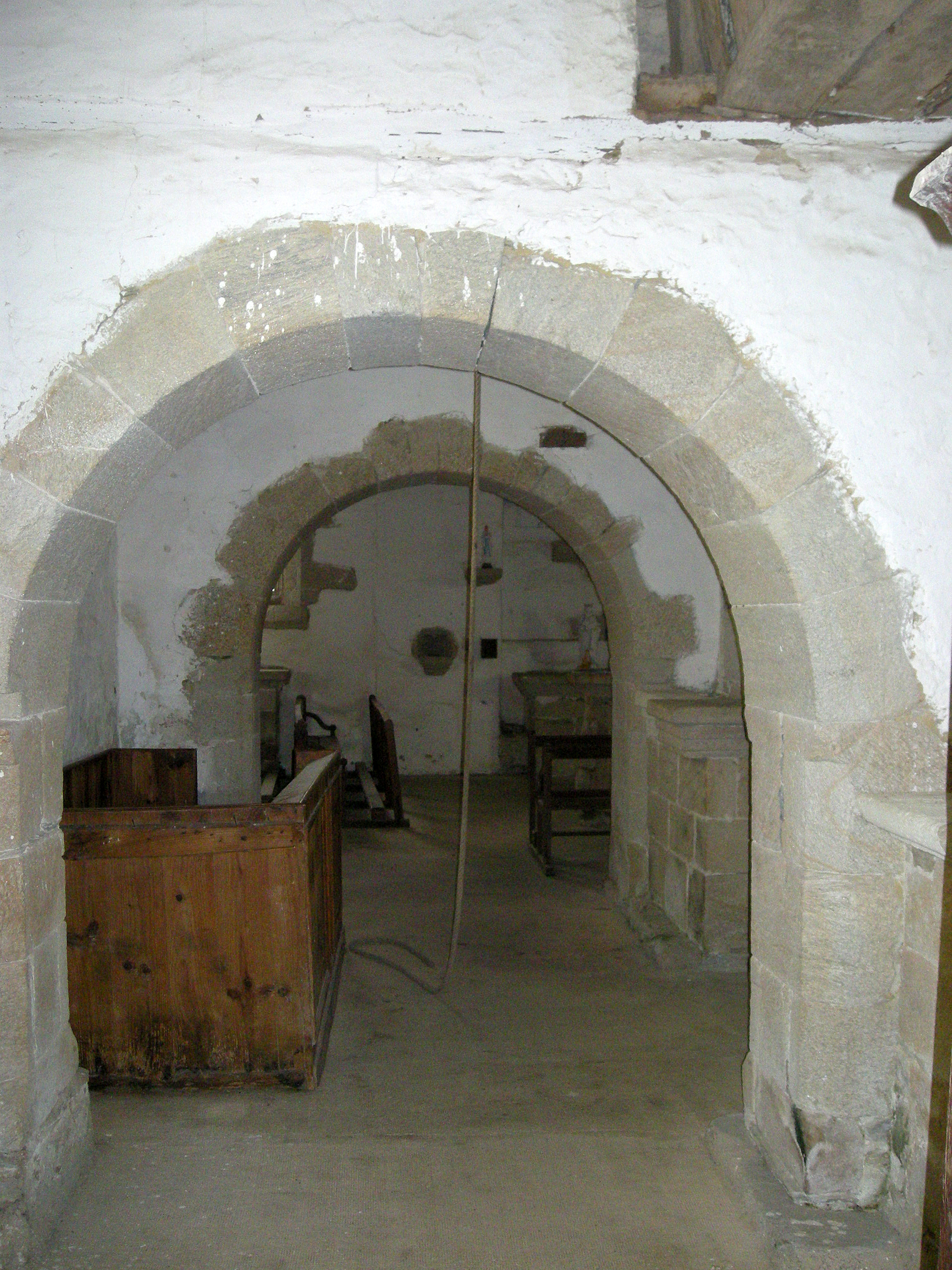
L'enfilade des deux arcades de plein cintre du bas-côté.
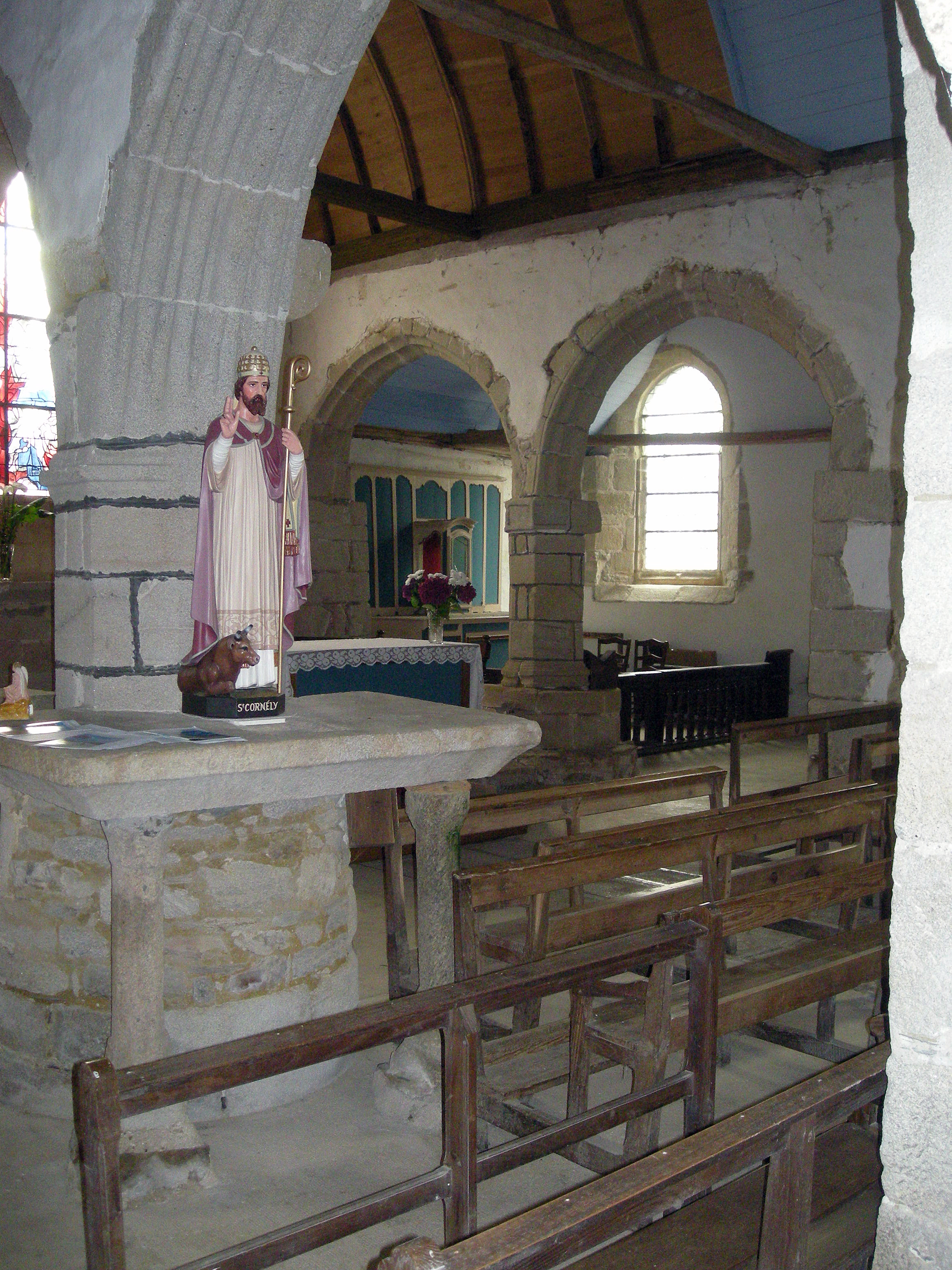
Les arcades du transept sud vues de la chapelle nord.